# Centromochlus
Centromochlus is een geslacht van straalvinnige vissen uit de familie van de houtmeervallen (Auchenipteridae).

## Soorten
- Centromochlus altae Fowler, 1945
- Centromochlus concolor (Mees, 1974)
- Centromochlus existimatus Mees, 1974
- Centromochlus heckelii (De Filippi, 1853)
- Centromochlus macracanthus Soares-Porto, 2000
- Centromochlus megalops Kner, 1858
- Centromochlus musaicus (Royero, 1992)
- Centromochlus perugiae Steindachner, 1882
- Centromochlus punctatus (Mees, 1974)
- Centromochlus reticulatus (Mees, 1974)
- Centromochlus romani (Mees, 1988)
- Centromochlus schultzi Rössel, 1962
- Centromochlus simplex (Mees, 1974)